# Pelochrista infidana
Pelochrista infidana is een vlinder uit de familie bladrollers (Tortricidae). De wetenschappelijke naam is voor het eerst geldig gepubliceerd in 1824 door Hübner.
De soort komt voor in Europa.